# Distrito Escolar del Área de Coatesville

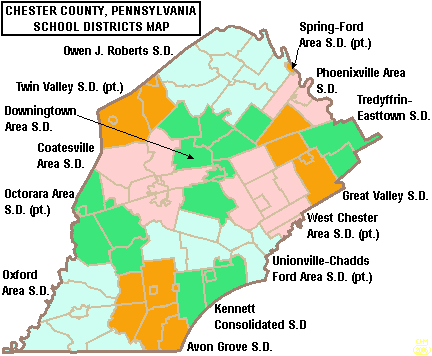
Mapa de los distritos escolares del Condado de Chester en Pensilvania

Distrito Escolar del Área de Coatesville (Coatesville Area School District, CASD)  es in distrito escolar de Pensilvania. Tiene su sede en Coatesville. Sirve Coatesville y otras localidades en el Condado de Chester.